# Vincenzo Tamagni

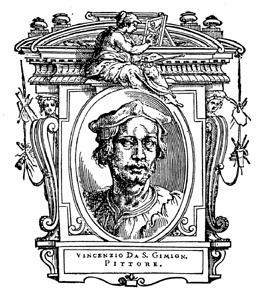
Vincenzo da San Gimignano (1492-1530)
Le Vite di Giorgio Vasari
quarta parte

Vincenzo Tamagni (San Gimignano, 10 aprile 1492 – 1530) è stato un pittore italiano.

## Biografia
Nacque il 10 aprile 1492 a San Gimignano. Fu apprendista del Sodoma, con cui nel 1505 collaborò nel ciclo di affreschi sulla Vita di San Benedetto del chiostro dell'abbazia di Monte Oliveto Maggiore. Nel corso di due lunghi soggiorni romani (1516-1521 e 1525-1527) partecipò alla bottega di Raffaello, con cui collaborò nelle Logge Vaticane, e subì l'influsso di altri artisti fra cui il Peruzzi. Dipinse a San Gimignano e in altre località circostanti (Montalcino, Monteriggioni, Pomarance, ecc). Morì nel 1530 circa.

## Opere

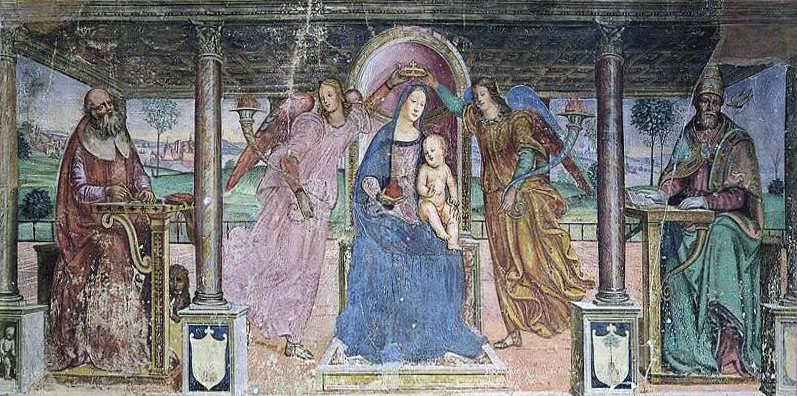
Vincenzo Tamagni - Madonna in trono con il Bambino, angeli e Santi - Ex Spedale di Santa Maria della Croce, Montalcino (SI)

Nel 1510-1512 operò a Montalcino, dove dipinse le Storie della vita della Vergine, il Domine quo vadis? e la Caduta di Simon Mago nella Chiesa di San Francesco e affrescò lo Scrittoio, l'ex farmacia dello Spedale di Santa Maria della Croce. Qui realizzò la Madonna in trono col Bambino, angeli, santi e personaggi famosi e la Santa Maria della Croce.
Nel 1513-1516 si colloca la sua probabile partecipazione assieme a tutto lo staff raffaellesco alla decorazione archeologicizzante della Loggetta del cardinal Bibbiena in Vaticano.

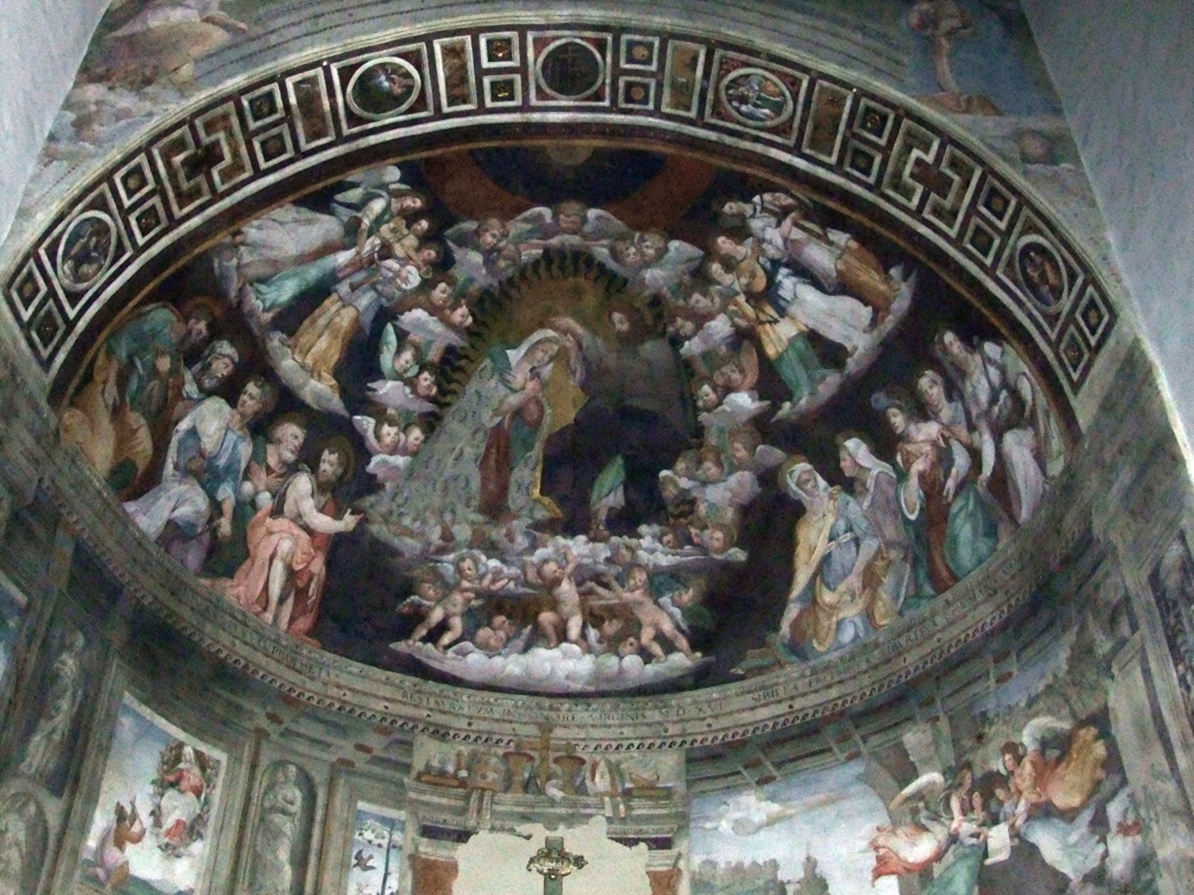
in collaborazione con Giovanni da Spoleto - Incoronazione della Vergine - Chiesa di Santa Maria in Arrone (Terni)

Nel 1516 realizzò assieme a Giovanni da Spoleto il ciclo di affreschi con Storie della Vergine nella chiesa di Santa Maria in Arrone (Terni), in cui si riconosce l'influsso di Raffaello e del Peruzzi.
Nel 1516-1521 collaborò agli affreschi per le Logge Vaticane.
Rientrò quindi nel Senese dove realizzò:
- un affresco con l'Assunzione della Vergine (Badia dei Santi Salvatore e Cirino) a Monteriggioni;
- la Madonna in trono col Bambino e Santi (chiesa di San Gerolamo a San Gimignano, 1522);
- la Nascita della Vergine (chiesa di Sant'Agostino a San Gimignano, 1523);
- l'Adorazione della Croce (affresco in Sant'Agostino a San Gimignano);
- La Santa guarisce Matteo Cenni (Oratorio di Santa Caterina a Siena);
- L'affresco nell'Oratorio dell'Annunziata, oggi Battistero della chiesa di San Giovanni Battista di Pomarance (1524), in cui è raffigurato L'Eterno Padre con angeli musicanti e scene dell'Annunciazione e della Visitazione;
- L'affresco di tre lunette nell'antica sala consiliare, già del Vicariato di Val di Cecina, rappresentanti la Vergine e il Bambino, fra San Giovanni Battista e un Santo Vescovo, forse San Zanobi di Firenze (palazzo dell'ex Pretura di Pomarance, 1524?);
- La Madonna e Santi (oggi nella cappella di San Giovanni Battista nella chiesa arcipretale di Pomarance, 1525)

Nel 1525-1527 si colloca il suo secondo periodo romano, concluso secondo il Vasari con il Sacco di Roma. Svolge un'intensa attività di frescante di facciate di palazzi, celebrata dal Vasari, ma interamente perduta. Realizzò inoltre:
- lo Sposalizio della Vergine (oggi alla Galleria nazionale d'arte antica, palazzo Barberini a Roma, 1526);
- un affresco del soffitto di tre stanze di Villa Lante.

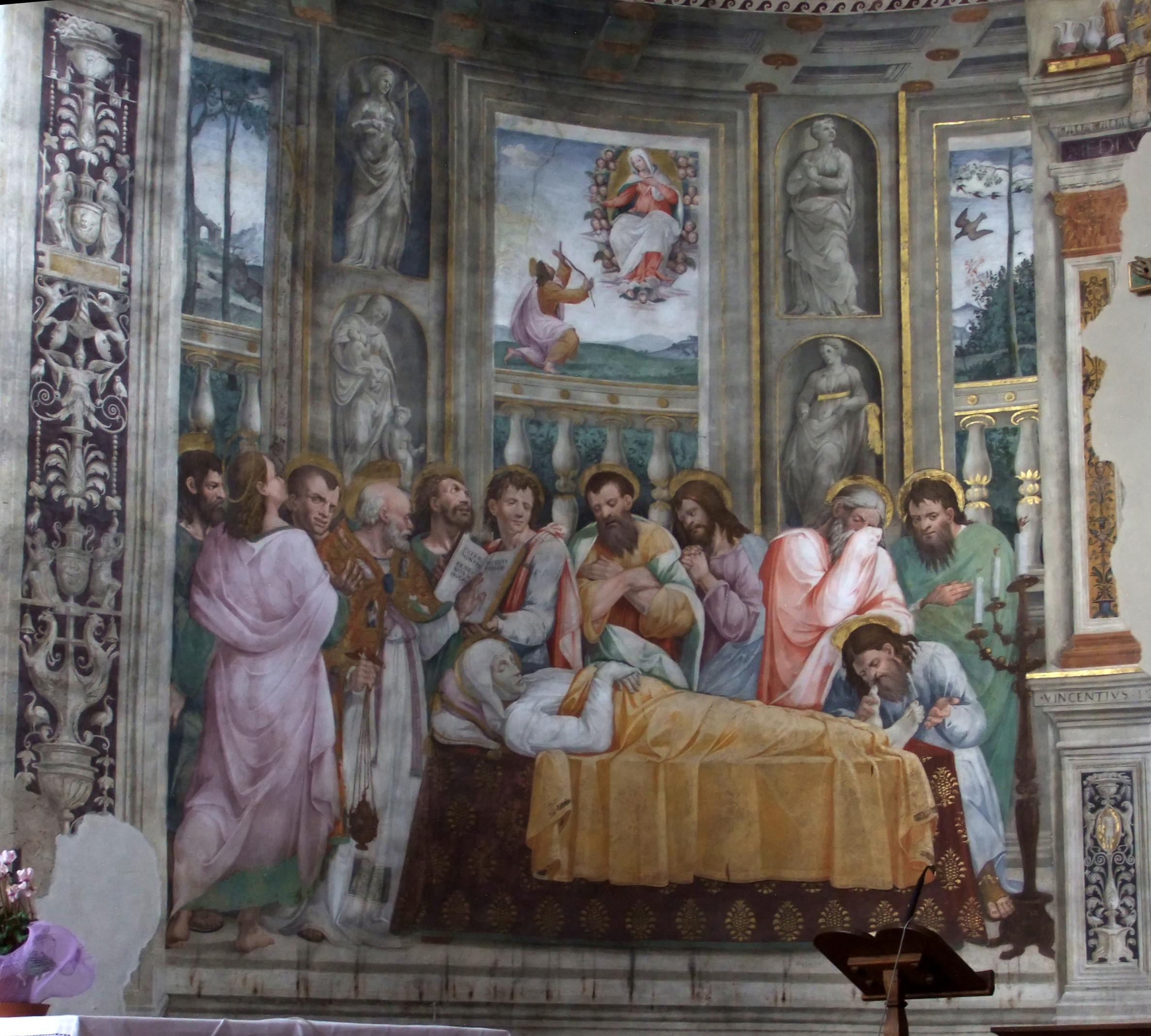
in collaborazione con Giovanni da Spoleto - Dormitio Virginis - Chiesa di Santa Maria in Arrone (Terni)

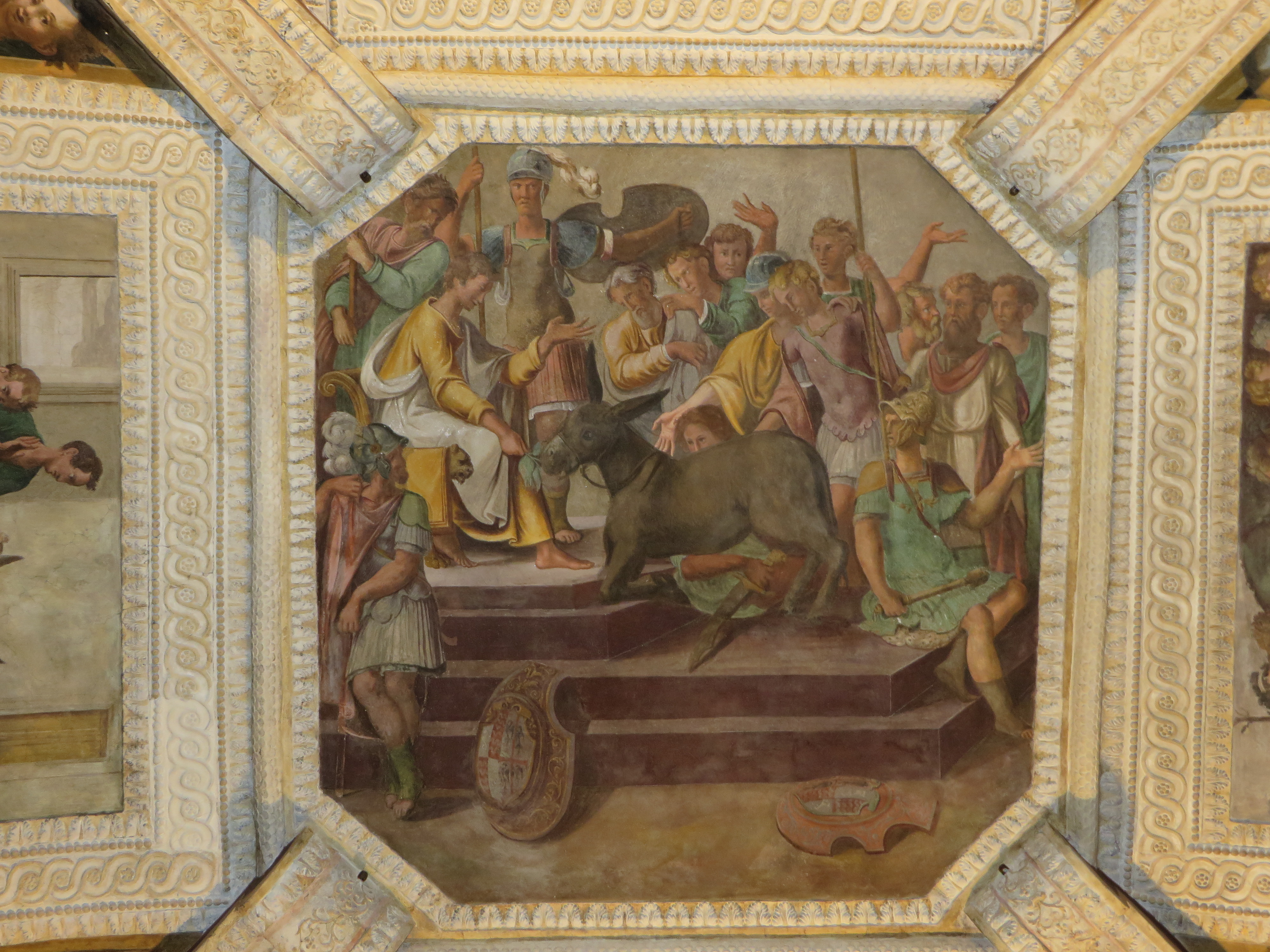
Sala dell'asino d'oro, Rocca dei Rossi di San Secondo

Durante questo soggiorno o al più tardi in un brevissimo soggiorno finalese nell'estate del 1527, subito dopo la fuga dal Sacco di Roma, si colloca la:
- Madonna delle Rose (Basilica di San Biagio, Finalborgo, 1527?)

Benché la collocazione temporale dell'opera sia priva di riscontri documentari, l'opera appartiene stilisticamente senz'altro al terzo decennio del Cinquecento. Una datazione più precisa (1524-1527) è stata proposta in base ai dati biografici dei personaggi laici, che compaiono nel quadro.
Nel 1527-1530 realizzò gli ultimi lavori a San Gimignano e dintorni:
- la Madonna del Soccorso (Montalcino 1527);
- le Nozze mistiche di Santa Caterina d'Alessandria (Palazzo Pratellesi, 1528);
- L'Incontro di San Gioacchino e Sant'Anna alla Porta Aurea(pieve di San Salvatore a Istia d'Ombrone, Grosseto, 1528);
- Il San Giuseppe per la cappella di San Giuseppe a Ripomarance (1528), trafugato e oggi a Palazzo Barberini a Roma (cfr. Spinelli 1993).

Nell'ultimo periodo della sua vita operò anche in Emilia Romagna: recentemente infatti gli è stata attribuita la paternità, finora solo supposta, della decorazione della Sala dell'Asino d'Oro nella Rocca dei Rossi di San Secondo Parmense.
Alri
- San Sebastiano frammento di pala, venduto all'asta da Artcurial il 9 Novembre 2022[3]

## Un'attribuzione incerta
Tamagni sembra aver operato quasi esclusivamente in Toscana e nel Lazio: l'attribuzione di una pala nella Liguria di Ponente priva di conferme documentarie pone dei problemi. Federico Zeri, perciò, ne parlò in forma dubitativa. Studi più recenti hanno suggerito che durante il sacco di Roma Tamagni possa essersi rifugiato nel savonese, dove è attestata anche la presenza di un Antonio Tamagni di S.Gemignano, pittore ceramista, forse suo parente.

## Galleria d'immagini

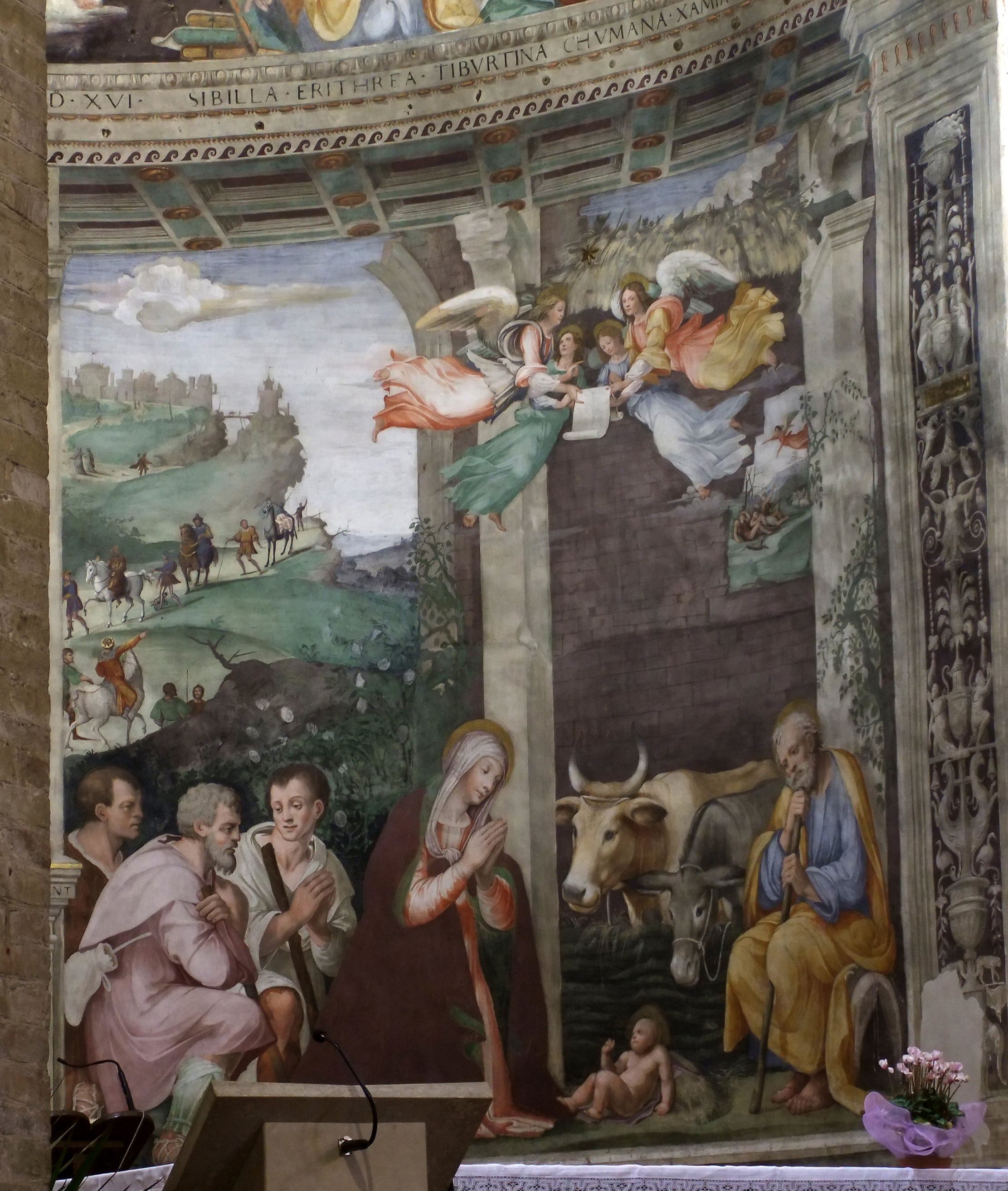
in collaborazione con Giovanni da Spoleto - Adorazione dei Pastori - Chiesa di Santa Maria in Arrone (Terni)
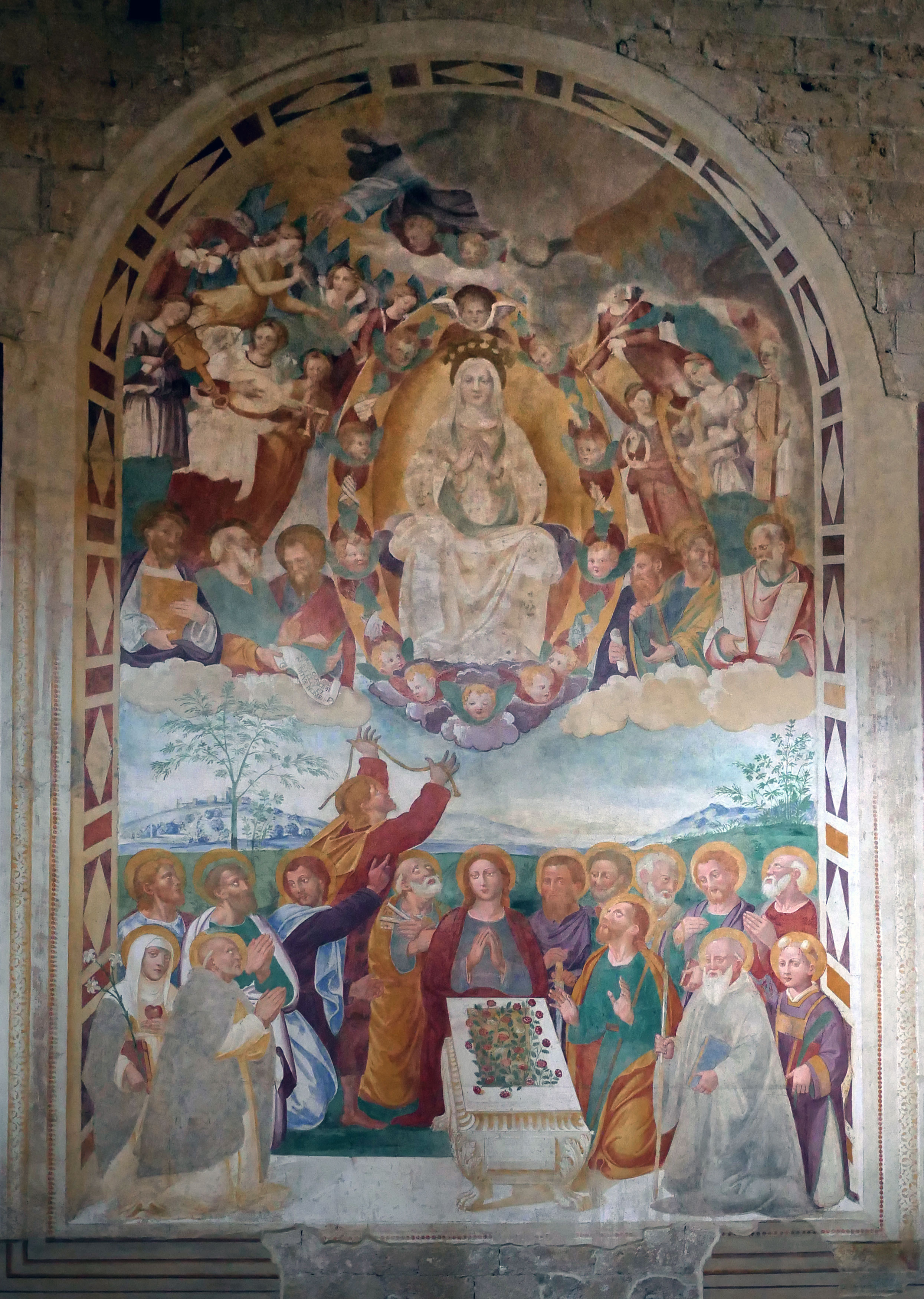
Assunzione della Vergine - Abbazia dei Santi Salvatore e Cirino -Badia a Isola - Monteriggioni (SI)
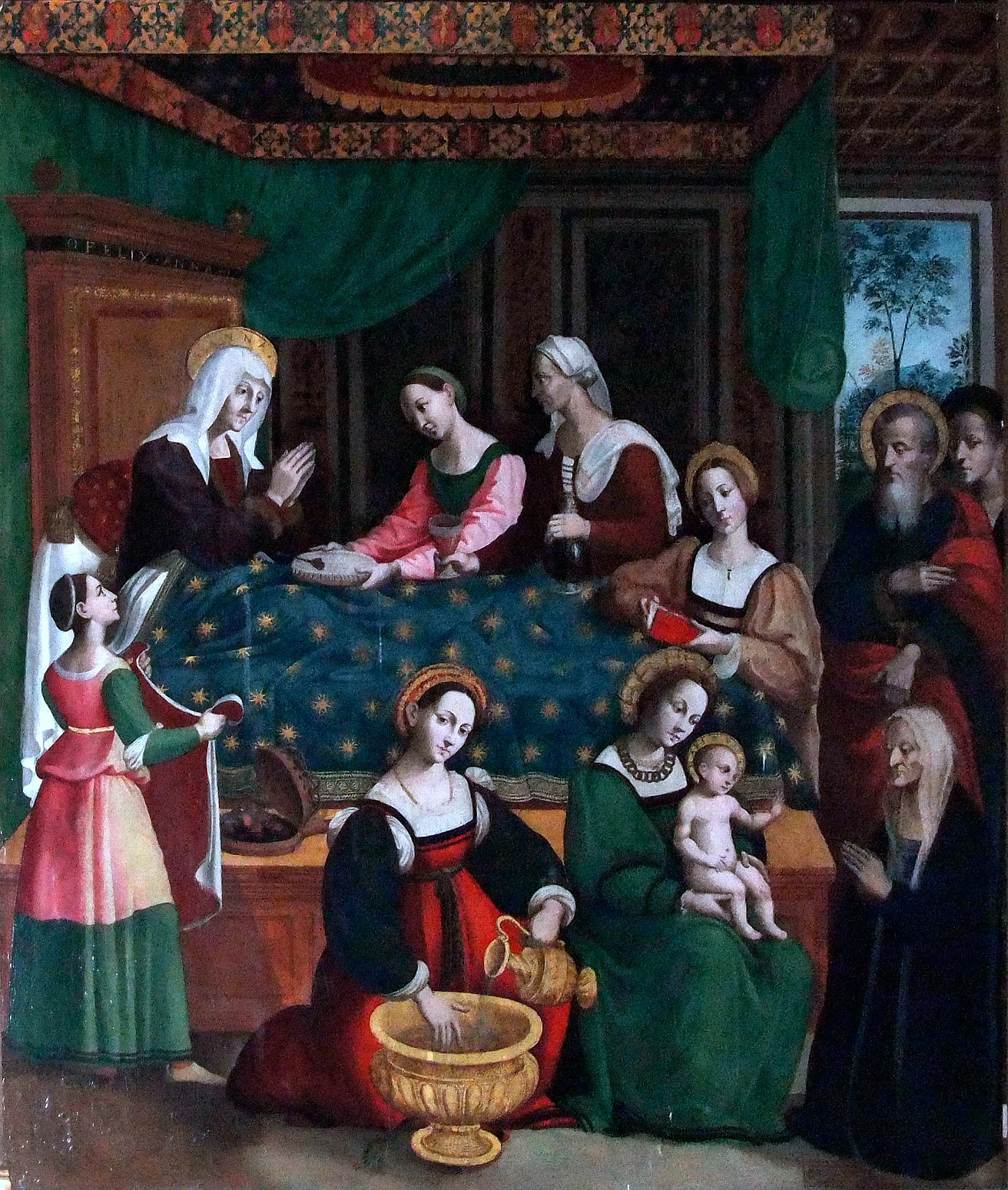
Vincenzo Tamagni - Nascita della Vergine - Chiesa di Sant'Agostino - San Gimignano
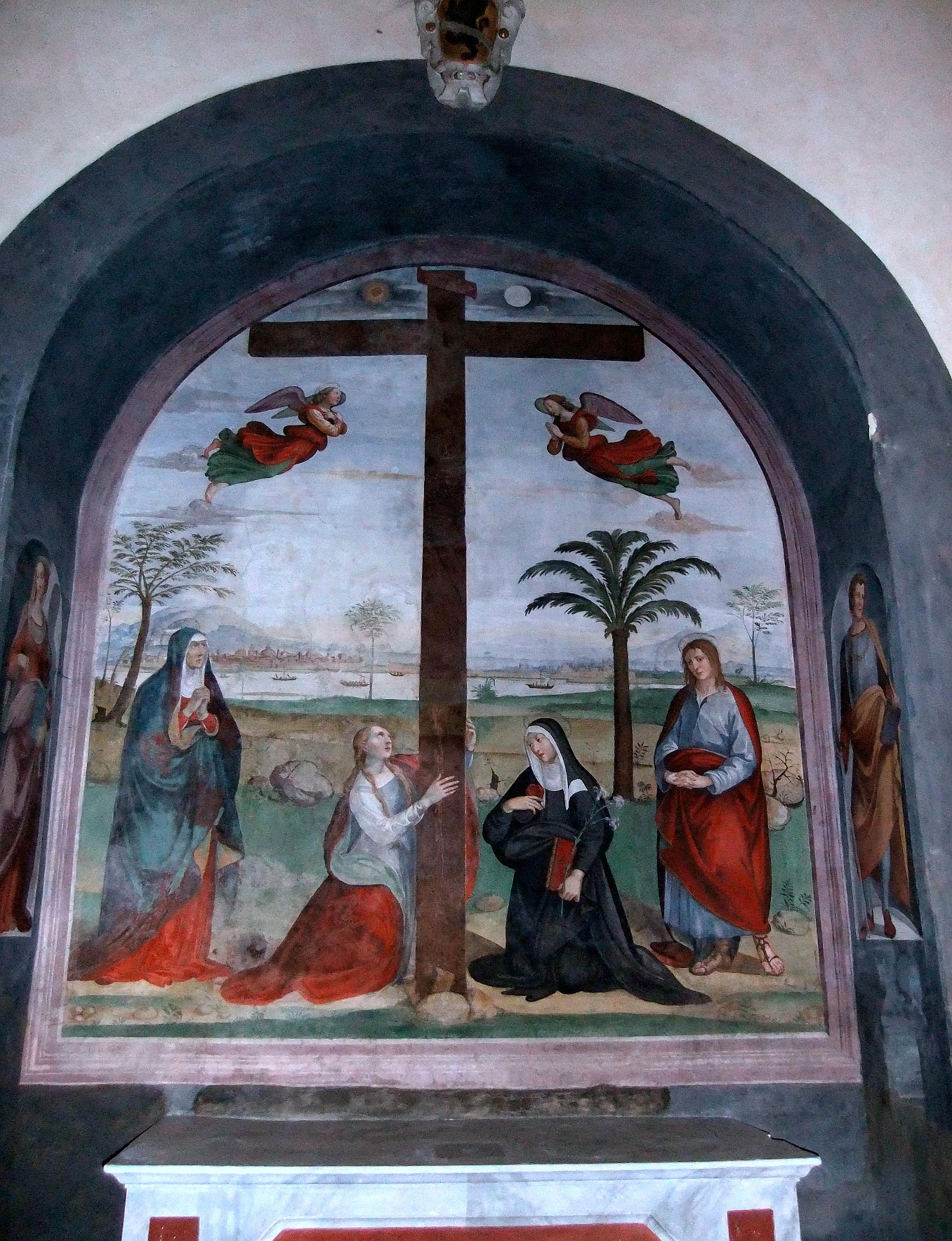
Adorazione della Croce - Chiesa di Sant'Agostino - San Gimignano
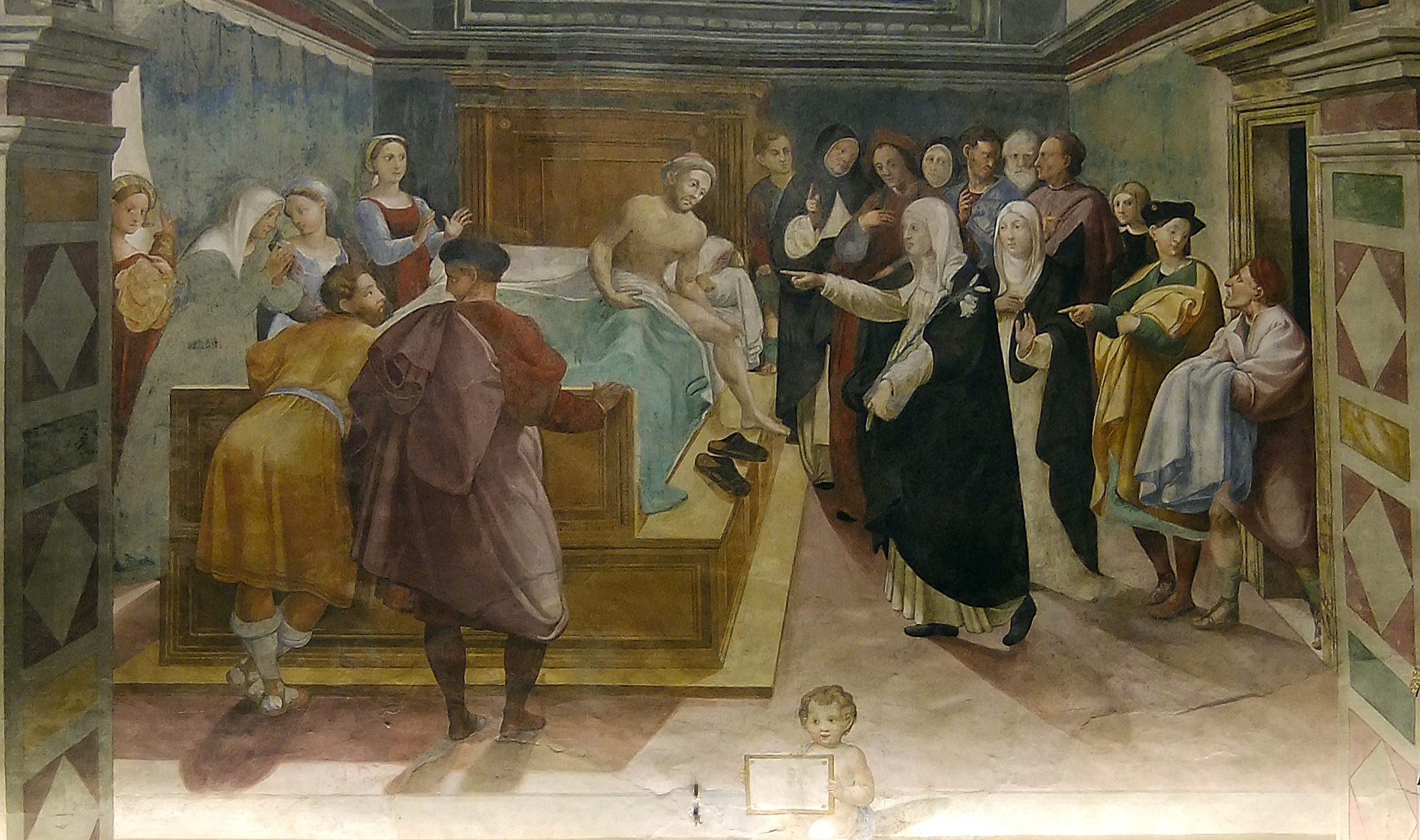
Vincenzo Tamagni - La Santa guarisce Matteo Cenni (Oratorio di Santa Caterina in Fontebranda a Siena)
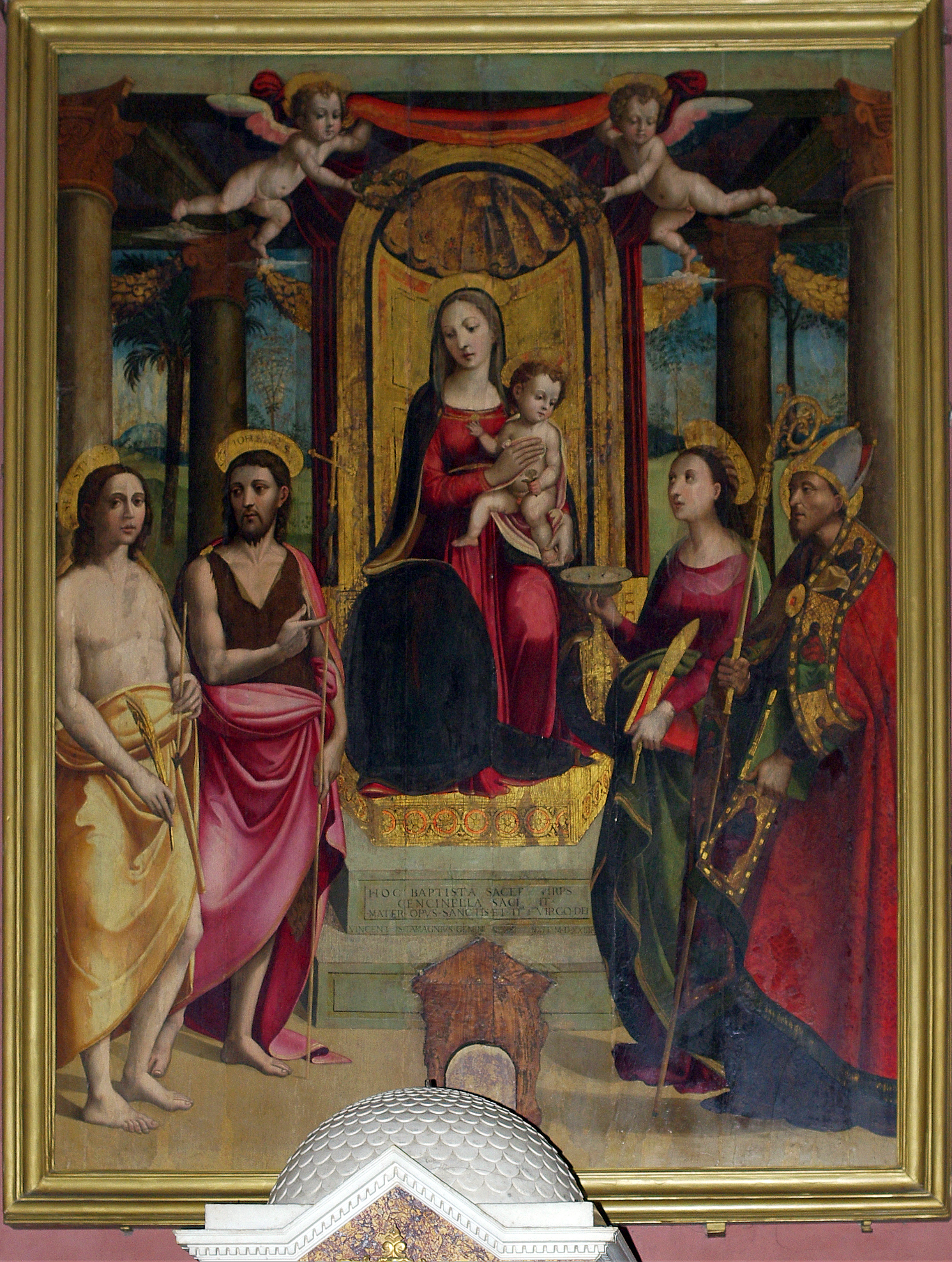
Vincenzo Tamagni - Madonna e Santi - Pieve di San Giovanni Battista - Pomarance (PI)
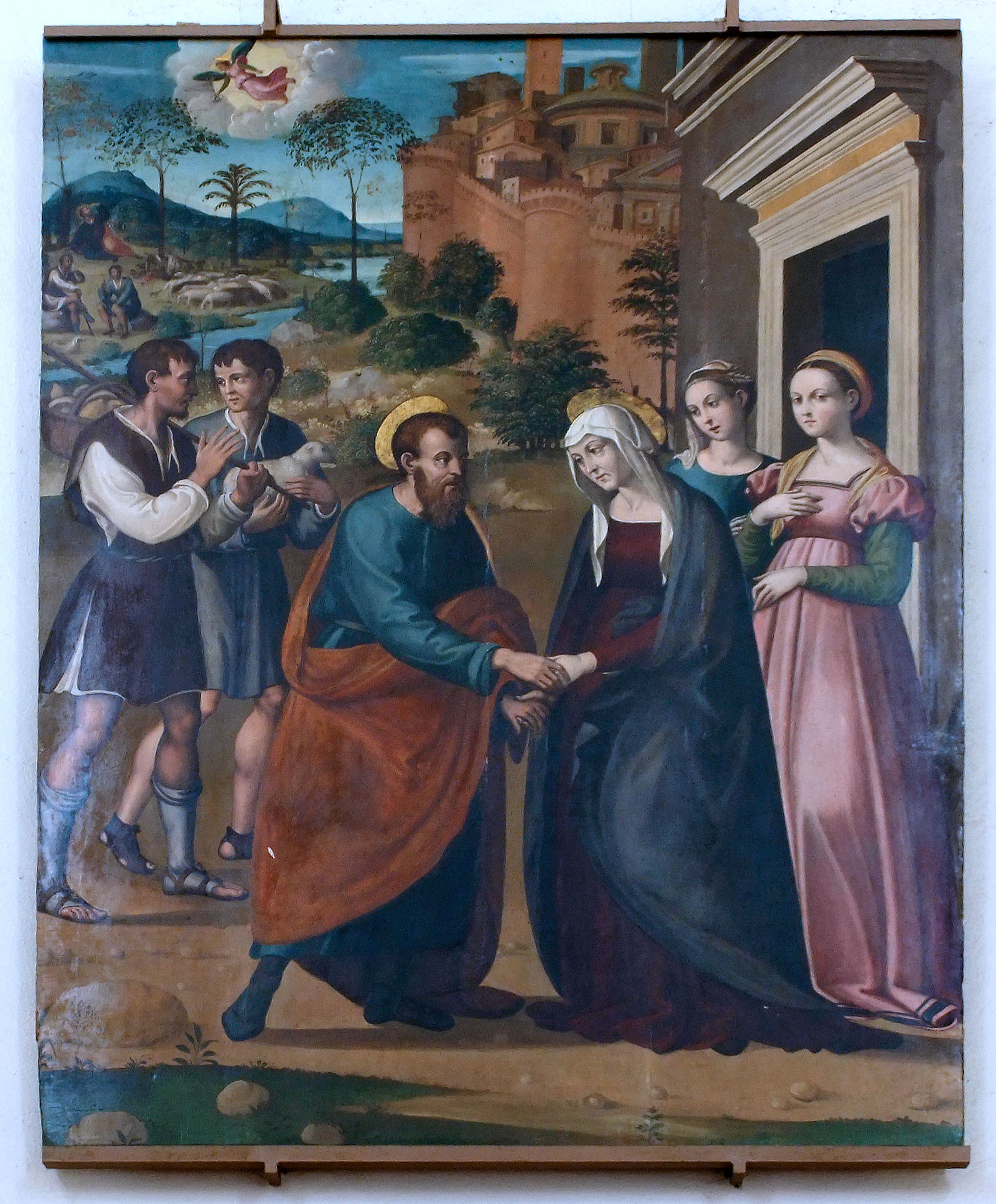
Vincenzo Tamagni - L'Incontro di San Gioacchino e Sant'Anna alla Porta Aurea - Pieve di San Salvatore a Istia d'Ombrone (GR)
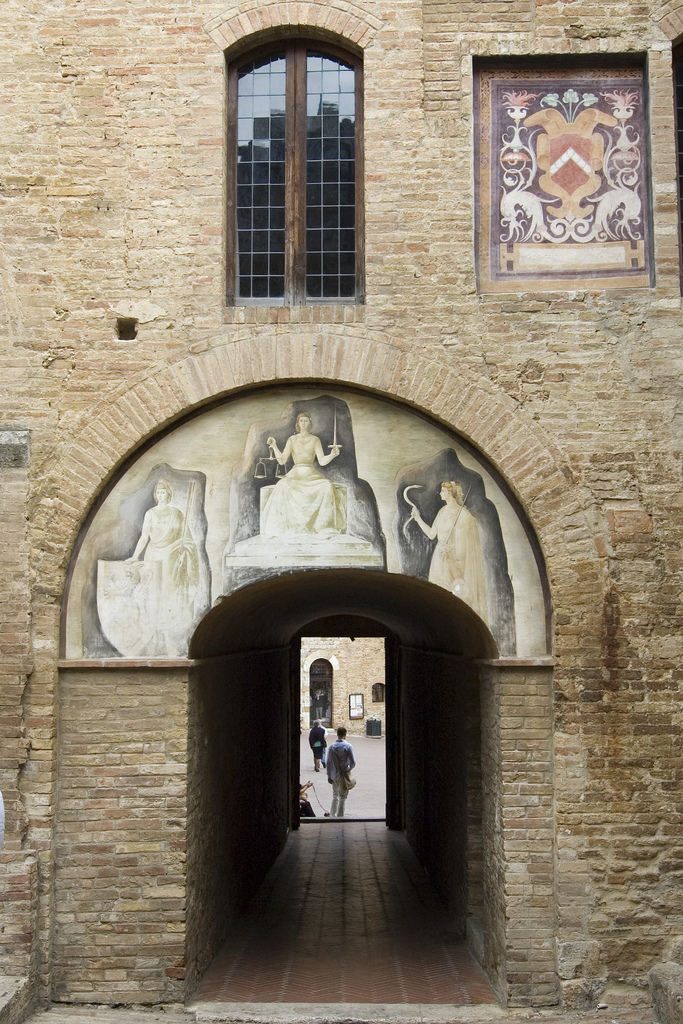
Affresco a monocromo della Giustizia che calpesta la menzogna, nel Palazzo Comunale di San Gimignano

### Generale
- Vasari, Giorgio, Le vite de' più eccellenti pittori, scultori e architettori (1568), ed. a cura di G. Milanesi, Firenze 1906, IV, pp. 489–492.
- Pecori. Luigi, Storia della terra di San Gimignano, Firenze 1853, pp. 496–500, 530.
- Venturi, Adolfo, Storia dell'Arte Italiana, IX, 5, Milano 1932, pp. 413–422.
- Bartoli, Roberta, Vincenzo Tamagni, scheda biografica in "La pittura in Italia. Il Cinquecento", t. II, Electa 1987, pp. 848–849.
- Rossana Castrovinci, Vincenzo Tamagni da San Gimignano. Discepolo di Raffaello, De Luca Editori d’Arte, Roma, 2018.

### Contributi specifici
- Popham, Arthur Ewart, Some drawings by Vincenzo Tamagni, in “Old Masters Drawings”, XIV, (1939-40), pp. 44-(?).
- Pouncey, Philip, Vincenzo Tamagni at Siena, in “The Burlington Magazine”, N° 514, Vol. LXXXVIII, Jan. 1946, pp. 3–8.
- Pouncey, Philip, A datable drawing by Vincenzo Tamagni, in “The Burlington Magazine for Connoisseurs”, Vol. 88, N° 515, Feb. 1946, pp. 42, 44-45.
- Hayum, Andree, Two drawings by Vincenzo Tamagni, “The Burlington magazine for connoisseurs”, Vol. 114, N°827, Feb. 1972, pp. 87–89.
- Dacos Crifò, Nicole, Vincenzo Tamagni a Roma, in “Prospettiva” 7, 1976, pp. 46–51.
- Dacos Crifò, Nicole, Le Logge di Raffaello. Maestro e bottega di fronte all'antico, Istituto Poligrafico e Zecca dello Stato, Roma 1986 (2ª ed.), pp. 106–108.
- Sapori, Giovanna, Vincenzo Tamagni e Giovanni da Spoleto, in “Baldassarre Peruzzi. Pittura, scena e architettura nel Cinquecento” (a cura di Marcello Fagiolo e Maria Luisa Madonna, Atti del convegno Siena-Roma 1987, Istituto dell'Enciclopedia Italiana, Roma 1987, pp. 551–568.
- Guerrini, Roberto, Vincenzo Tamagni e lo scrittoio di Montalcino, Siena, Rotary Club Siena Est, 1991 (?).
- Spinelli, Jader, Vincenzo Tamagni a Pomarance. Una madonna con bambino nella sala della ex pretura, in “La comunità di Pomarance” n. 3, 1993.
- Ventura, Leandro, La Madonna del Rosario di Vincenzo Tamagni nella chiesa di San Biagio in Finalborgo. Esaltazione e superbia dinastica dei Del Carretto, marchesi di Finale, in “Mitteilungen des Kunsthistorischen Institutes in Florenz”, XXXVIII, 1994, f. I, pp. 98–116.
- Peano Cavasola, Alberto, Nuove luci su alcune opere artistiche di Finalborgo, in “Ligures”, nº4, 2006, pp. 147–164.
- Giorgio Mamberto, Il quadro della Madonna del Rosario a Finalborgo: I Marchesi del Carretto Duchi di Milano, Associazione E. Celesia, Finale Ligure, 2015
- Peano Cavasola, Alberto, Un gruppo di marchesi travestiti a Finalborgo?, in "Il Quadrifoglio" - Rivista dell'Associazione Emanuele Celesia, nº12, 2015, pp. 16–18.